# Nomada castellana
Nomada castellana är en biart som beskrevs av Dusmet y Alonso 1913. Nomada castellana ingår i släktet gökbin, och familjen långtungebin. Inga underarter finns listade i Catalogue of Life.